# Guido Santato

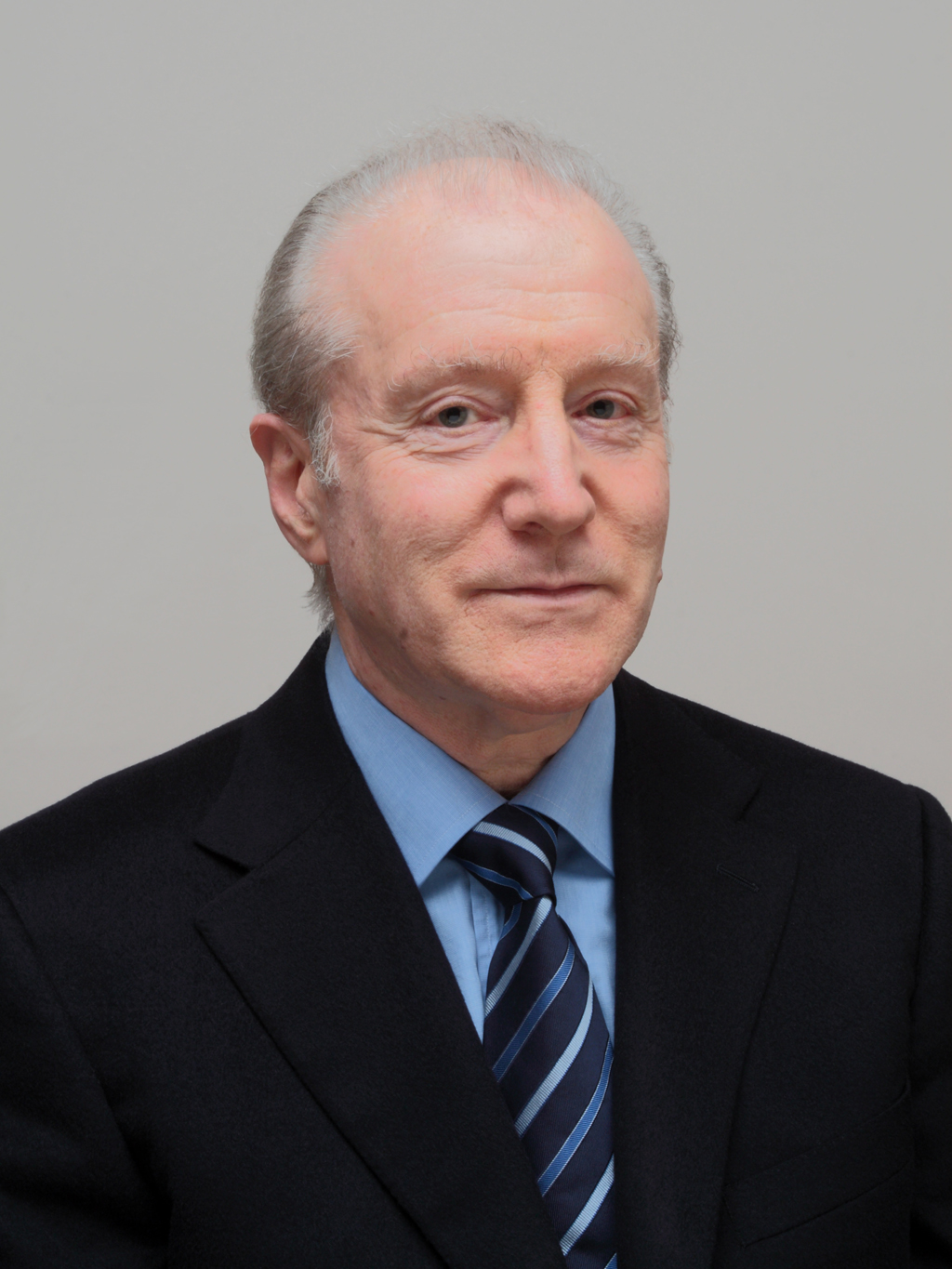

Guido Santato (Rovigo, 1946) è un critico letterario italiano.

## Biografia
Guido Santato è stato professore ordinario di Letteratura italiana all'Università di Padova. Nel corso dei suoi studi ha sviluppato ampie indagini sulla letteratura italiana del Settecento, con particolare riferimento a Vittorio Alfieri. Ha inoltre dedicato diversi saggi a Pietro Verri, Cesare Beccaria, Giuseppe Parini e Melchiorre Cesarotti. Si è occupato anche della letteratura italiana del Novecento, dedicando in particolare due monografie all'opera di Pier Paolo Pasolini.
Nei suoi studi alfieriani l'analisi filologica dei testi tende ad intrecciarsi sistematicamente con la collocazione dell'esperienza intellettuale e letteraria dell'Astigiano nel più vasto contesto europeo. Questa collocazione emerge già nel volume Alfieri e Voltaire. Dall'imitazione alla contestazione (1988). Alla ricostruzione dell'itinerario elaborativo dei trattati Della Tirannide e Del Principe e delle Lettere è dedicato il volume Lo stile e l'idea. Elaborazione dei trattati alfieriani (1994; per questo volume Santato ha ricevuto nel 1996 il Premio Cesare Gautieri per la Letteratura dall'Accademia delle Scienze di Torino). Ha raccolto numerosi saggi dedicati ad Alfieri nei volumi Tra mito e palinodia. Itinerari alfieriani (1999) e Nuovi itinerari alfieriani (2007). Gli studi dedicati ad altri autori settecenteschi sono raccolti, insieme con un saggio alfieriano, nel volume Letteratura italiana del secondo Settecento. Protagonisti e percorsi (2003). Ha pubblicato inoltre il volume Studi alfieriani e altri studi settecenteschi (2014). In collaborazione con Vincenza Perdichizzi ha curato l'antologia Vittorio Alfieri (2013). Ha fatto parte del Comitato Nazionale per le Celebrazioni di Vittorio Alfieri (1999-2003). Ha curato la prima edizione commentata di un'opera giovanile di Alfieri, l'Esquisse du Jugement Universel (2004). Ha utilizzato anche i nuovi strumenti informatici con la realizzazione e la cura scientifica del CD-Rom Vita di Vittorio Alfieri (2005).
In collaborazione, rispettivamente con Clemente Mazzotta e Vittorio Colombo e con Christian del Vento, ha curato i cataloghi di due mostre di manoscritti e di prime edizioni alfieriane (2001 e 2003). Ha promosso il Convegno internazionale di studi sul tema Letteratura italiana e cultura europea tra Illuminismo e Romanticismo curando l'edizione degli Atti (2003). Ha collaborato alla nuova edizione della Storia letteraria d'Italia Vallardi, curata da Armando Balduino, redigendo la sezione Utopie e realtà tra Giacobinismo e Restaurazione (1990). All'interno della Storia generale della letteratura italiana, a cura di Nino Borsellino e di Walter Pedullà, (1999, seconda edizione 2004) è autore della sezione Cultura e letteratura dell'Illuminismo.
Il volume Pier Paolo Pasolini. L'opera (1980) ha costituito la prima monografia dedicata all'analisi critica dell'intera opera di Pasolini (al volume è stato assegnato il Premio Viareggio per la Saggistica Opera prima). Nel 2007 Santato ha fondato la rivista internazionale «Studi pasoliniani», di cui è direttore. A distanza di oltre trent'anni ha pubblicato una seconda monografia, più ampia della precedente e concepita interamente ex novo: Pier Paolo Pasolini. L'opera poetica, narrativa, cinematografica, teatrale e saggistica. Ricostruzione critica (2012). Al volume è stato conferito nel 2015 il Premio Internazionale Giuseppe Sormani per un'opera su Pier Paolo Pasolini (Seconda edizione, 2007-2014) promosso dalla Fondazione Istituto Piemontese Antonio Gramsci. Santato ha successivamente raccolto un’ampia scelta degli studi dedicati nel corso del tempo a Pasolini, a Volponi e ad altri argomenti novecenteschi nel volume Pasolini e Volponi (e variazioni novecentesche) (2016). Ha quindi riunito nel volume Pasolini oggi. Studi e letture (2024) dodici saggi che, in una pluralità di approcci critici, prendono in esame l’opera di Pasolini e la sua ricezione.
Coltiva da sempre un particolare interesse per la musica, sia classica e lirica sia moderna e jazz. Nel volume Billie Holiday. La vita e la voce (2020) ha ricostruito la vita e la vicenda artistica di Billie Holiday, considerata da molti la più grande cantante jazz. Nella successiva monografia Joan Baez. La vita, le canzoni, le battaglie (2023) ha offerto una ricostruzione completa e accuratamente documentata della vita, della straordinaria esperienza artistica e dell’instancabile impegno civile di Joan Baez: la più grande cantante folk, un mito che ha attraversato più generazioni. Ha quindi raccolto nel volume Da Mozart ai Pink Floyd. Studi musicali (2025) dieci saggi – sei pubblicati in periodi diversi e quattro inediti – che si svolgono fra musica classica e moderna seguendo un itinerario che va dal Flauto magico alla presenza in ambito musicale di soggetti legati alla Rivoluzione francese, alla Tosca, alla Turandot, approdando quindi a Billie Holiday, a Joan Baez, ai Pink Floyd e a Paolo Fresu. Un saggio è dedicato inoltre alla presenza della musica nel cinema di Pasolini.

## Opere
- Pier Paolo Pasolini. L'opera, Vicenza, Neri Pozza, 1980.
- Alfieri e Voltaire. Dall'imitazione alla contestazione, Firenze, Olschki, 1988.
- Utopie e realtà tra Giacobinismo e Restaurazione, in Storia letteraria d'Italia, nuova edizione a cura di A. Balduino, vol. X, L'Ottocento,  t. 1, Milano-Padova, Vallardi-Nuova Libraria, 1990 (un'edizione ampliata dello studio è stata pubblicata in volume autonomo con il titolo Il giacobinismo italiano. Utopie e realtà tra Rivoluzione e Restaurazione, 1990).
- Lo stile e l'idea. Elaborazione dei trattati alfieriani, Milano, Franco Angeli, 1994.
- Tra mito e palinodia. Itinerari alfieriani, Modena, Mucchi, 1999.
- Cultura e letteratura dell'Illuminismo, in Storia generale della letteratura italiana, a cura di N. Borsellino e W. Pedullà, vol. VII: Il secolo riformatore. Poesia e ragione nel Settecento, Milano, Motta Editore, 1999 (seconda edizione, Motta Editore-Gruppo Editoriale L'Espresso, 2004).
- Prime edizioni e cimeli alfieriani, catalogo della mostra allestita presso la Biblioteca Reale di Torino, in collaborazione con C. Mazzotta e V. Colombo, Cuneo, L'Artistica Savigliano, 2001.
- Quand Alfieri écrivait en français. Vittorio Alfieri et la culture française, catalogo della mostra allestita presso la Bibliothèque Mazarine di Parigi, in collaborazione con C. Del Vento, Cuneo, L'Artistica Savigliano, 2003.
- Letteratura italiana del secondo Settecento. Protagonisti e percorsi, Modena, Mucchi, 2003.
- Vittorio Alfieri, Esquisse du Jugement Universel, edizione a cura di G. Santato, Olschki, Firenze, 2004.
- Vita di Vittorio Alfieri, CD-Rom, Centro di Elaborazione Informatica di Testi e Immagini nella Tradizione Letteraria della Scuola Normale Superiore di Pisa, 2005.
- Nuovi itinerari alfieriani, Modena, Mucchi, 2007.
- Pier Paolo Pasolini. L'opera poetica, narrativa, cinematografica, teatrale e saggistica. Ricostruzione critica, Roma, Carocci, 2012.
- Vittorio Alfieri, in collaborazione con V. Perdichizzi, Milano, Unicopli, 2013.
- Studi alfieriani e altri studi settecenteschi, Modena, Mucchi, 2014.
- Pasolini e Volponi (e variazioni novecentesche), Modena, Mucchi, 2016.
- Billie Holiday. La vita e la voce, Roma, Carocci, 2020.
- Joan Baez. La vita, le canzoni, le battaglie, Milano, Mimesis, 2023.
- Pasolini oggi. Studi e letture, Roma, Carocci, 2024.
- Da Mozart ai Pink Floyd. Studi musicali, Milano, Auditorium, 2025.